# Проза у джинсах
Проза у джинсах або джинсова проза (хорв. Proza u trapericama) — термін, який використовується для опису типу прози, характерного для хорватської літератури 1960-1970-х років, або своєрідного гібриду сучасного роману. Це особливий вид міського роману за мотивами роману Дж. Д. Селінджера “Ловець у житі” (хорв. “Lovac u žitu”). Його характеризує молодший герой – нетиповий, пасивний, міський маргінал, протиставлений дорослому світу. Він належить до певної меншої групи, разом вони кидають виклик традиційним цінностям і створюють власну культуру (одяг, музику, мову). 
Джинсова проза є своєрідним відгалуженням екзистенціалістської літератури, проте замість самотнього інтелектуала в центрі оповіді – група молодих людей, які шукають сенс життя і своє місце. Вона відзначається простішим стилем, наближеним до розмовної мови, зокрема із використанням загребського сленгу. Цей жанр невимушено, але чітко висвітлює серйозні проблеми міської молоді, що почувається втраченою.  
У таких романах дорослі зазвичай слухають класичну музику, розмовляють стандартною мовою тощо, на відміну від юного героя. Джинси перестали бути просто предметом одягу, вони стають своєрідним світоглядом. Середовище зазвичай міське загребське, жаргон поширений, це вже не філософська мова, а мова міської молоді.
Початок таких романів можна знайти в творах Антуна Шоляна та його романі “Коротка екскурсія” (хорв. “Kratki izlet”), а справжній розвиток набув у 1970-х роках з романами Звоніміра Майдака “Розумієш, старий мій” (хорв. Kužiš stari moj”) 1970, Івана Сламніга “Краща половина хоробрості” (хорв. “Bolja polovica hrabrosti”) 1972, Браніслава Глумца “Загребчанка” (хорв. “Zagrepčanka”) 1975.
Звонімір Майдак – один із засновників так званої джинсової прози. У своєму знаковому романі “Розумієш,старий мій” (хорв. “Kužiš stari moj”) 1970, він першим ввів у літературу загребський жаргон, передаючи сленг молодого покоління. Його герої вирізняються бунтівним духом, відкидають усталені суспільні норми, конфліктують зі старшим поколінням і відмовляються від канонізованої культури.
Романи Антуна Шоляна “Зрадниці” (хорв. “Izdajice”) та “Коротка екскурсія” (хорв. “Kratki izlet”) належать до жанру джинсової прози, оскільки в них зображена група молодих людей, що перебувають у конфлікті із суспільством. Вони сприймають усталені соціальні норми як загрозу своїм ідеалам. 